# Somon Air
Somon Air ist eine tadschikische Fluggesellschaft mit Sitz in Duschanbe und Basis auf dem Flughafen Duschanbe.

## Geschichte
Die privat gegründete und geführte Fluggesellschaft nahm am 5. Februar 2008 den Flugbetrieb mit zwei Flugzeugen vom Typ Boeing 737 auf. Anfangs umfasste das Liniennetz ab Duschanbe Dubai und Moskau.
Die Somon Air ist im Besitz der tadschikischen Orienbank und wird von der Familie des Präsidenten Emomalij Rahmon kontrolliert. Die Leasinggebühren der Flugzeuge in den ersten beiden Jahren von 97 Millionen US-Dollar wurden laut Recherchen des Journalisten David Trilling von der CDH Investments Corporation mit Sitz auf den Britischen Jungferninseln aus dem Gewinn der staatlichen Aluminiumfabrik TALCO bezahlt, die unmittelbar vom Präsidenten kontrolliert wird.

## Flugziele
Somon Air betreibt ein Netz von Zielen innerhalb Tadschikistans sowie in Vorder- und Zentralasien. Im deutschsprachigen Raum wird seit Juni 2022 immer montags München bedient.

## Flotte
Mit Stand Januar 2024 besteht die Flotte der Somon Air aus sieben Flugzeugen mit einem Durchschnittsalter von 12,3 Jahren:
| Flugzeugtyp      | Anzahl | bestellt | Anmerkungen                               | Sitzplätze | Durchschnittsalter |
| ---------------- | ------ | -------- | ----------------------------------------- | ---------- | ------------------ |
| Boeing 737-800   | 4      |          | mit Winglets ausgestattet                 | 189        | 12,1 Jahre         |
| Boeing 737-900ER | 2      |          | mit Winglets ausgestattet                 | 184        | 12,4 Jahre         |
| Boeing 787-8     | 1      |          | betrieben für die tadschikische Regierung | VIP        | 13,4 Jahre         |
| Gesamt           | 7      | -        |                                           |            | 12,3 Jahren        |